# François d’Aubusson de La Feuillade

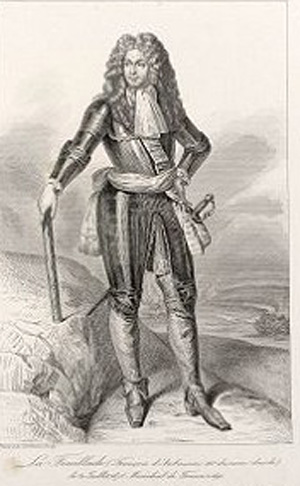
François III d’Aubusson, Marschall von Frankreich, Karl Girardet, ca. 1830–1848, Französische Botschaft in Brüssel

François III. d’Aubusson de La Feuillade (* 21. April 1631 in Courpalay; † 19. September 1691 in Paris) war ein französischer Adliger und Militär im Dienst Ludwigs XIV., der ihn 1675 zum Marschall von Frankreich ernannte. Er wird als 6. Duc de Roannais bezeichnet, obwohl er diesen Titel nie trug (er starb vor dem 5. Herzog), alternativ als Duc de La Feuillade. Auf ihn geht die Anlage der Place des Victoires zurück, einem der fünf so genannten „königlichen Plätze“ von Paris.

## Leben
François d’Aubusson de La Feuillade war der fünfte und jüngste Sohn von François II. d’Aubusson, Comte de La Feuillade († 1632) und Isabeau Brachet de Pérusse; der Comte de La Feuillade war ein enger Berater von Gaston de Bourbon, duc d’Orléans, der von 1610 (der Thronbesteigung Ludwigs XIII.) bis 1638 (der Geburt Ludwigs XIV.) der Erbe des französischen Throns war.
François III. d‘Aubusson begann seine Militärkarriere 1649 als Kapitän im Regiment des Herzogs von Orléans. Während der Fronde (1648–1653) stand er auf Seiten der Regentin (bis 1651) Anna von Österreich und des Kardinals Mazarin. In der noch zur Fronde gehörenden Schlacht bei Rethel (15. Dezember 1650) wurde er verwundet. Im Französisch-Spanischen Krieg kämpfte er am 25. August 1654 in der Schlacht bei Arras; in der Schlacht bei Valenciennes (16. Juli 1656) wurde er verwundet und gefangen genommen.
Als der Krieg gegen Spanien 1659 endete, war François d’Aubusson Gouverneur von Crozet an der Schweizer Grenze. Im Türkenkrieg von 1663/1664 gehörte er dem französischen Kontingent unter Jean de Coligny-Saligny an, unter dessen Kommando er in der Schlacht bei Mogersdorf (1. August 1664) kämpfte.
Im April 1667 bestimmte ihn Artus Gouffier (1627–1696), 5. Duc de Roannais, zum Erben seiner Titel und seines Vermögens, als François d’Aubusson dessen Schwester Charlotte de Gouffier († 1683) heiratete und anlässlich der Hochzeit und der Einsetzung als Erben 400.000 Livre an seinen Schwager zahlte. Artus de Gouffier blieb Herzog und da er François d’Aubusson überlebte, kam dieser nicht in den Genuss des Titels, sondern wurde bis zu seinem Tod als leur-dit 6. Duc de Roannais und manchmal als Duc de La Feuillade bezeichnet.
Während des Devolutionskriegs gehörte er der Armee unter Antoine d’Aumont de Rochebaron an, die im Juni und Juli 1667 Bergues, Veurne und Kortrijk erobert. Danach gehörte er zu dem französischen Expeditionskorps, dass auf das unter venezianischer Herrschaft stehende und von den Osmanen belagerte Kreta gesandt wurde; im August 1669 musste sich das Korps zurückziehen, die Insel unterwarf sich im September.
Beim Beginn des Holländischen Kriegs 1672 wurde er als Nachfolger des Duc de Gramont zum Oberst des Régiment des Gardes françaises ernannt. Er kämpfte in den Niederlanden und 1674 in der Franche-Comté und der Belagerung von Besançon, eroberte Salins-les-Bains am 22. Juli 1675 wurde er zum Marschall von Frankreich befördert. Im gleichen Jahr wurde er Gouverneur von Dole, damals die Hauptstadt der Franche-Comté.
Während des Aufstands von Messina wurde er im Januar 1678 als Nachfolger von Marschall Vivonne zum französischen Vizekönig von Sizilien ernannt. Die Proklamation erfolgte am 28. Februar, er hatte aber nur noch die Aufgabe, den Rückzug der Franzosen durchzuführen, der am 13. März abgeschlossen war. Bei seiner Rückkehr nach Frankreich führte er seine Truppen ins Roussillon, um die Belagerung von Puigcerdà zu unterstützen.
Der Friede von Nimwegen 1678/79 beendete sowohl den Holländischen Krieg als auch Aubussons Militärlaufbahn, obwohl er weiterhin Oberst des Garderegiments blieb (sein Nachfolger nach seinem Tod wurde Louis-François de Boufflers). Am 3. Juli 1678 wurde er als Nachfolger des Duc de Lesdiguières zum Gouverneur der Dauphiné ernannt, am 31. Dezember 1688 wurde er in den Orden vom Heiligen Geist aufgenommen. In seinen letzten Lebensjahren widmete er sich vor allem dem Bau der Place des Victoires in Paris, was ihn rund 7 Millionen Livre kostete und schließlich ruinierte; die Arbeiten wurden erst 1696, also nach seinem Tod abgeschlossen.
In seinen Memoiren beschreibt Saint-Simon ihn als jemanden, der seinen Status durch Schmeichelei und Unterwürfigkeit erlangt habe. Die Korrektheit der Aussage ist jedoch kaum überprüfbar, da Saint-Simon bei Aubussons Tod erst 16 Jahre alt war und zudem Ludwig XIV. und allen seinen Höflingen gleichermaßen ablehnend gegenüber stand.

## Ehe und Familie
François d’Aubusson und Charlotte de Gouffier bekamen drei Kinder:
- Louis-Joseph-Georges (1670–1680)
- Marie-Thérèse (1671–1692)
- Louis (1673–1725), 1696 7. Duc de Roannais, 1724 Marschall von Frankreich; ⚭ (1) 1692 Charlotte-Thérèse Phélypeaux (1675–1697), Tochter von Balthazar Phélypeaux, Marquis de Châteauneuf, und Marguerite de Fourcy; ⚭ (2) 1701 Marie-Thérèse Chamillard, Tochter von Michel Chamillart und Élisabeth-Thérèse Le Rebours

François d’Aubusson starb am 19. September 1691 in Paris und wurde auf dem Friedhof der Kirche Saint-Eustache bestattet. 1787 wurden seine Gebeine bei der Auflösung des Friedhofs in die Katakomben von Paris gebracht.